# Tourette's
«tourette's» es una canción de la banda de grunge Nirvana. Es la undécima canción del álbum de 1993 titulado In Utero. El título es característicamente escrito con una T minúscula.

## Historia
Pese a que «tourette's» no fue lanzada hasta septiembre de 1993, fue en realidad escrita por Kurt Cobain a comienzos de 1992. Fue interpretada en vivo por primera vez en el Festival de Reading en Reading, Inglaterra, el 30 de agosto de 1992. Esta versión de la canción está en el álbum en directo de 1996 From the Muddy Banks of the Wishkah y fue introducida por Cobain como "The Eagle Has Landed", para bromear con los fanáticos o compañías de bootlegs que grababan ilegalmente sus conciertos e inventaban nombres para las canciones que no conocían ("The Eagle Has Landed" es el título dado para la canción «Polly» en un bootleg aparecido antes de la publicación de Nevermind).

## Significado
La canción toma su nombre del síndrome de Tourette, una condición neurológica de movimientos involuntarios y tics vocales. Estos tics incluyen a veces la exclamación involuntaria y espontánea de palabras inapropiadas o groserías, conocida como coprolalia. La letra de la canción refleja esta forma espontánea de exclamar palabras; de hecho, Cobain cantó de formas diferentes la canción cada vez que era tocada.

## Grabaciones en estudio
«tourette's» fue grabada por primera vez en un estudio en octubre de 1992 por Jack Endino en Seattle, Washington. Esta versión, que no ha sido publicada ni tampoco ha circulado en forma no oficial, es instrumental ya que durante las sesiones sólo se grabaron las voces para Rape Me y la banda nunca regresó para completar el resto de las canciones. La canción fue grabada para In Utero en febrero de 1993 por Steve Albini en Cannon Falls, Minnesota.

## Versiones en vivo
«tourette's» fue tocada pocas veces en concierto, posiblemente porque Cobain consideraba la canción una pérdida de tiempo. A finales de 1993, Cobain, en una entrevista con Kerrang!, declaró "Sí, esa canción no necesitó ser escrita". Fue tocada por última vez en el Roseland Ballroom de Nueva York el 23 de julio de 1993, casi dos meses antes del lanzamiento de In Utero. Esta última versión fue tocada en vivo con "Big" John Duncan como segundo guitarrista, este también tocó en las canciones «Drain You», «Aneurysm» y «Very Ape».

## Curiosidades
- Nirvana nunca tocó «tourette's» después del lanzamiento de In Utero, el álbum al cual pertenece.
- Existen dos versiones de estudio: Una de In Utero y la otra versión, instrumental, que fue lanzada con la versión de 20 aniversario del disco.
- En el concierto de Nirvana en el Pacific National Exhibition Forum, en Vancouver, BC, Canadá el 3 de enero de 1994, un espectador pedía gritando que tocaran «tourette's», ante esto Kurt le respondió diciendo, "¿Qué soy, una maldita caja de discos?"

## Versiones por otros artistas
La canción fue versionada por el grupo musical de punk Das Oath en el 2006.